# Shawnee Hills (condado de Greene)
Shawnee Hills es un lugar designado por el censo ubicado en el condado de Greene en el estado estadounidense de Ohio. En el Censo de 2010 tenía una población de 2171 habitantes y una densidad poblacional de 283,76 personas por km².

## Geografía
Shawnee Hills se encuentra ubicado en las coordenadas 39°38′58″N 83°47′19″O / 39.64944, -83.78861. Según la Oficina del Censo de los Estados Unidos, Shawnee Hills tiene una superficie total de 7.65 km², de la cual 6.92 km² corresponden a tierra firme y (9.61%) 0.74 km² es agua.

## Demografía
Según el censo de 2010, había 2171 personas residiendo en Shawnee Hills. La densidad de población era de 283,76 hab./km². De los 2171 habitantes, Shawnee Hills estaba compuesto por el 97.01% blancos, el 0.74% eran afroamericanos, el 0.37% eran amerindios, el 0.51% eran asiáticos, el 0% eran isleños del Pacífico, el 0.18% eran de otras razas y el 1.2% pertenecían a dos o más razas. Del total de la población el 0.88% eran hispanos o latinos de cualquier raza.